# Bhandara (distrikt)

Distriktets läge i Maharashtra.

Bhandara är ett distrikt i centrala Indien, och är beläget i delstaten Maharashtras östra del. Befolkningen uppgick till 1 136 146 invånare vid folkräkningen 2001, på en yta av 3 895 kvadratkilometer. Den administrativa huvudorten är Bhandara. 

## Administrativ indelning
Distriktet är indelat i sju tehsil (en kommunliknande enhet):
- Bhandara
- Lakhandur
- Lakhani
- Mohadi
- Pauni
- Sakoli
- Tumsar

## Städer
Distriktets städer är:
- Bhandara, Dewhadi, Ganeshpur, Pauni, Sawari Jawharnagar och Tumsar